# Охотск
Охотск (рус. Охо́тск) насеље је градског типа у Хабаровском крају на Далеком истоку Русије. Налази се на обали Охотског мора, близу ушћа реке Охота, 1677 километара од Хабаровска.
Године 2005. насеље је имало 5.389 становника. Број становника је у паду од времена Совјетског Савеза (1989. овде је живело 9.298 људи).
Охотск су основали Козаци 1647. као прво руско утврђење на далеком истоку Сибира. Касније је овде пословала руско-америчка компанија за рибарство и трговину крзном. Одавде су кренуле две експедиције Витуса Беринга ка Беринговом мореузу и Аљасци. У 19. веку Петропавловск Камчатски је од Охотска преузео доминантну улогу на руском Далеком истоку.

## Становништво
Према прелиминарним подацима са пописа, у граду је 2010. живело становника, (%) више него 2002.
| 1959. | 1970. | 1979. | 1989. | 2002. | 2010. |
| ----- | ----- | ----- | ----- | ----- | ----- |
| 8.486 | 9.306 | 9.193 | 9.298 | 5.738 | 4.215 |